# Parque nacional de Semuliki
El Parque nacional de Semuliki se encuentra en el Condado de Bwamba, una parte remota del distrito de Bundibugyo, en el oeste del país africano de Uganda. Fue declarado parque nacional en octubre de 1993, y es uno de los parques nacionales más nuevos de Uganda. Posee 194 kilómetros cuadrados (75 millas cuadradas) de selva tropical única de tierras bajas del este de África. Se trata de una de las zonas más ricas en diversidad de flora y fauna en África, con las especies de aves siendo especialmente variadas. El parque es administrado por la Autoridad de Vida Silvestre de Uganda.